# ماركو بورغ
ماركو بورغ (بالإنجليزية: Marco Borg)‏ هو حكم كرة قدم ومدرب كرة قدم ولاعب كرة قدم مالطي، ولد في 16 سبتمبر 1971 في فاليتا في مالطا.

## روابط خارجية
- ماركو بورغ على موقع Soccerway.com (الإنجليزية)